# Deutsche Handballmeisterschaft (Frauen) 1972
Für die Endrunde um die 15. deutsche Meisterschaft im Hallenhandball der Frauen hatten sich die Meister der fünf Regionalverbände Süd, Südwest, West, Nord und Berlin qualifiziert. Zunächst wurde ein Vorrundenspiel ausgetragen, dessen Sieger in das Halbfinale einzog. Die beiden Halbfinalsieger bestritten in Minden (vor 1.000 Zuschauern) das Finale um die deutsche Meisterschaft. Deutscher Meister wurde SC Union 03 Hamburg.

## Spielergebnisse

### Vorrunde
Südwest Ludwigshafen - SC Union 03 Hamburg 7:10 (4:5)

### Halbfinale
OSC Berlin - Bayer Leverkusen 7:8
SC Union 03 Hamburg - 1. FC Nürnberg 7:4

### Finale
SC Union 03 Hamburg - Bayer Leverkusen 11:7 (6:3)